# 兰尼米德区
兰尼米德区（英語：Borough of Runnymede）是英国英格兰薩里郡的具有自治市鎮地位的非都会区，以泰晤士河畔的水草地兰尼米德命名。